# ISO 3166-2:KW
ISO 3166-2:KW – kody ISO 3166-2 dla podjednostek administracyjnych Kuwejtu.
Kody ISO 3166-2 to część standardu ISO 3166 publikowanego przez Międzynarodową Organizację Normalizacyjną. Kody te są przypisywane głównym jednostkom podziału administracyjnego, takim jak np. województwa czy stany, każdego kraju posiadającego kod w standardzie ISO 3166-1.
Aktualnie (2019) dla Kuwejtu zdefiniowano kody dla 6 muhafaz.
Pierwsza część oznaczenia to kod Kuwejtu zgodnie z ISO 3166-1, natomiast druga część oznaczenia znajdująca się po myślniku to dwuliterowy kod jednostki administracyjnej.

## Kody ISO
| Kod ISO | Nazwa jednostki administracyjnej | Nazwa jednostki administracyjnej w języku arabskim | Rodzaj jednostki administracyjnej |
| ------- | -------------------------------- | -------------------------------------------------- | --------------------------------- |
| KW-AH   | Al-Ahmadi                        | الاحمدي                                            | prowincja                         |
| KW-FA   | Al-Farwanijja                    | الفروانية                                          | prowincja                         |
| KW-HA   | Hawalli                          | حولي                                               | prowincja                         |
| KW-JA   | Al-Dżahra                        | الجهراء                                            | prowincja                         |
| KW-KU   | Prowincja Stołeczna              | العاصمة                                            | prowincja                         |
| KW-MU   | Mubarak al-Kabir                 | مبارك الكبير                                       | prowincja                         |